# Satin Rouge
Satin Rouge es una película tunecina de 2002 escrita y dirigida por Raja Amari en su debut como directora. Es protagonizada por la actriz israelí Hiam Abbass y Hend El Fahem. Revela la historia de una viuda que se transforma radicalmente de ama de casa en una seductora bailarina de cabaré. Se estrenó en cines el 24 de abril de 2002 y obtuvo críticas mixtas. Recibió varios premios y nominaciones en festivales internacionales de cine.

## Sinopsis
Después de la muerte de su esposo, la vida de viuda de Lilia (Hiam Abbass) gira únicamente en torno a su hija adolescente Salma (Hend El Fahem). Mientras busca a Salma una noche, su transformación comienza al sospechar que su hija adolescente tiene una relación secreta con Chokri (Maher Kamoun), un baterista de darbouka en la clase de baile de Salma. Para saber más, Lilia decide seguir a Chokri. Entonces, lo sigue a su segundo lugar de trabajo, un club de cabaret. Después de superar su conmoción inicial, Lilia se siente atraída por los bailarines y la música de batería. Las mujeres son muy diferentes a ella ya que visten ropas coloridas, muestran el abdomen y bailan de manera sensual al son de los tambores. Después de entablar amistad con la bailarina principal, Folla (Monia Hichri), Lilia está convencida de empezar a bailar en el cabaret. Mientras comienza a bailar todas las noches también inicia una relación romántica con Chokri, quien aún no sabe que es la madre de Salma. Después de que Chokri termina su relación, Lilia queda con el corazón roto. Posteriormente descubre la verdadera razón de todo.

## Elenco
- Hiam Abbass como Lilia
- Hend El Fahem como Salma
- Zinedine Soualem como Patrón de Caberet
- Selma Kouchy
- Faouzia Badr como vecina de Lilia
- Nadra Lamloum como Hela
- Maher Kamoun como Chokri
- Monia Hichri como Folla

## Premios y nominaciones
| Año  | Festival                                   | Categoría                           | Resultado |
| ---- | ------------------------------------------ | ----------------------------------- | --------- |
| 2002 | Festival Internacional de Cine de Montreal | Premio a la mejor película africana | Ganador   |
| 2002 | Festival Internacional de Cine de Maine    | Premio del público                  | Ganador   |
| 2002 | Festival de Cine de Turín                  | Premio al mejor largometraje        | Ganador   |